# Billy Browne
Pour les articles homonymes, voir William Browne et Browne.
William Henry Browne, dit Billy Browne, né le 13 septembre 1846 à Londres et mort le 12 avril 1904 à Brisbane, est un syndicaliste et homme politique australien.

## Biographie
Né dans le quartier londonien de Pimlico, il est le fils d'un ouvrier débiteur de pierre. Il est employé comme marin dans la marine marchande britannique à partir de l'âge de 11 ans, puis émigre en Australie comme chercheur d'or à l'âge de 20 ans. Il passe vingt ans dans les mines d'or de Nouvelle-Galles du Sud et du Queensland, et y perd un œil lors d'un accident à Croydon. 
Il participe à Croydon à la fondation d'un syndicat ouvrier des mineurs, dont il devient le secrétaire. À cette fonction, il organise une levée de fonds pour venir en aide aux tondeurs de moutons en grève en 1891 (en), grève historiquement importante pour les débuts de l'organisation du mouvement politique ouvrier. En 1892, Billy Browne est ainsi élu député de Croydon à l'Assemblée législative du Queensland, pour le tout jeune Parti travailliste. De 1896 à 1898 il est le secrétaire du groupe parlementaire travailliste, mais renonce à cette fonction car il souffre d'asthme en raison d'une silicose, maladie professionnelle affectant de nombreux mineurs. En décembre 1899, les travaillistes forment au Queensland le premier gouvernement ouvrier au monde, et le Premier ministre Anderson Dawson y nomme Billy Browne ministre des Mines et ministre de l'Instruction publique. Ce gouvernement est toutefois déchu immédiatement par l'Assemblée, avant qu'il n'ait pu gouverner,.
Il est élu chef du Parti travailliste au Queensland en août 1900, et devient de ce fait chef de l'opposition parlementaire à l'Assemblée. En 1903, il persuade son parti d'entrer dans un gouvernement de coalition avec les libéraux, et devient vice-Premier ministre ainsi que ministre des Mines et des Travaux publics auprès du Premier ministre libéral Arthur Morgan. De fait, si Billy Browne sait être persuasif, il est chétif et n'est pas une forte personnalité ; la figure dominante du gouvernement est le travailliste William Kidston, ministre des Finances,.
Billy Browne meurt d'une pneumonie et d'une angine de poitrine en avril 1904, à l'âge de 57 ans.